# Cercosaura bassleri
Cercosaura bassleri — вид ящірок родини гімнофтальмових (Gymnophthalmidae). Ендемік Перу.

## Поширення і екологія
Cercosaura bassleri відомі з типової місцевості, розташованої в Перуанських Андах, в районі Перене у провінції Чанчамайо в регіоні Хунін.